# Hruso
Gli Hruso o Aka sono un popolo situato nell'area chiamata Thrinzo nel Distretto del Kameng Occidentale dello stato indiano dell'Arunachal Pradesh. 
La loro lingua appartiene alle Lingue tibeto-birmane.

## Stile di vita
Per una gestione del gruppo sociale, gli Aka eleggono un capo, che spesso agisce come governatore del villaggio. La poligamia è ampiamente praticata nella loro società patrilineare, e i matrimoni tra cugini sono accettati.
Come molte tribù, gli Hruso hanno un sistema di caste elementare, i Kutsun aristocratici e i comuni Kevatsum.

## Cultura
Gli Hruso hanno forti affinità culturali con i Miji, e la maggior parte dei matrimoni avvengono con questa tribù. 
Secoli di Vaishnava e influenze tibetane ad intermittenza dagli Sherdukpen ne hanno formato la cultura nella sua forma attuale.
L'artigiano, il tessitore di ceste, l'intagliatore del legno sono i principali mestieri della tribù.
Gli intermittenti contatti con i tibetani sono evidenziati dal fatto che gli Hruso e i Mishmi sono conosciuti come "Khakhra" (ovvero: "barbari") per i tibetani

## Religione
Gli Aka sono principalmente animisti, e seguono una variante della religione Nyezi-No, che significa Cielo e Terra.
I contatti occasionali con gli assamesi di religione induista, con le tribù buddiste limitrofe ed i tibetani ne hanno influenzato il credo, i riti e la cultura.